# Nasenstrip

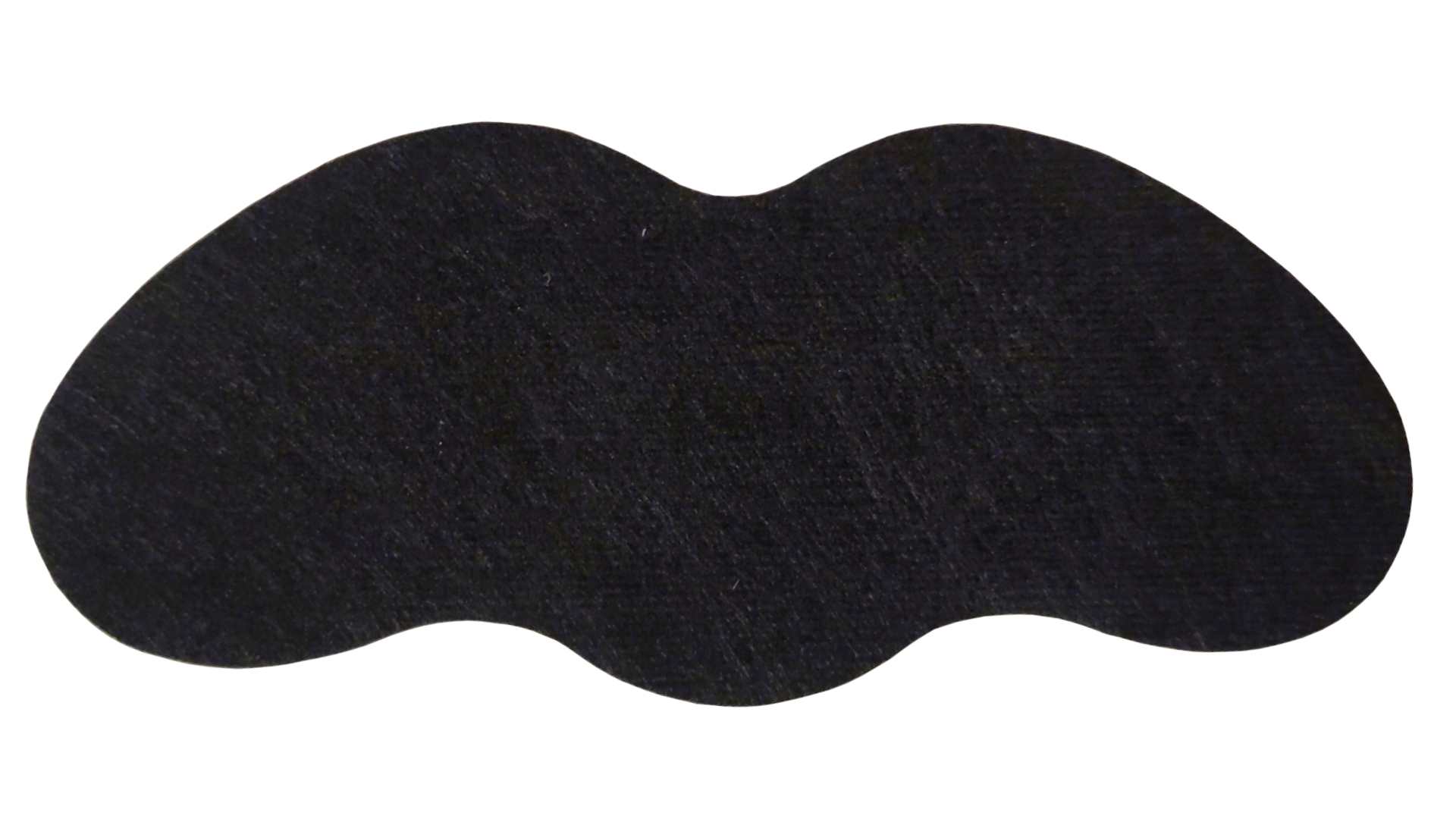
Nasenstrips reinigen die Poren auf der Haut der Nase

Nasenstrips (engl. Nose Strips) sind kosmetische Klebestreifen, die Talg und Schmutz aus den Poren der Nase entfernen sollen.

## Anwendung
Die Nasenpartie wird gereinigt und getrocknet. Anschließend wird der Nasenstrip auf den Nasenrücken und die Nasenflügel geklebt. Nach kurzer Einwirkzeit wird der Nasenstrip vorsichtig von der Nase abgezogen.
Nasenstrips sollten maximal einmal pro Woche angewendet werden.

## Inhaltsstoffe

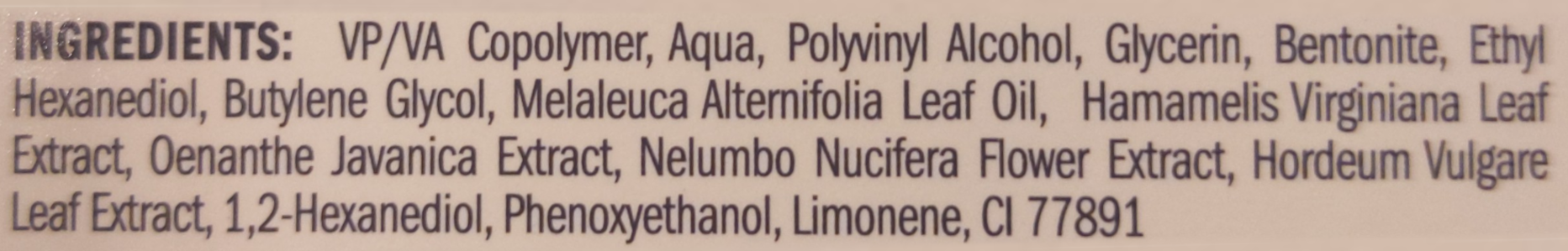
INCI-konforme Angabe der Inhaltsstoffe (Ingredients) eines Nasenstrips.

Die Klebestreifen aus Stoff gibt es in vielen verschiedenen Varianten. Einige Nasenstrips enthalten z. B. Aktivkohle, andere sind mit Vitamin A und Salicylsäure angereichert.

## Wirkung
Komedonen sollen an den Nasenstrips anhaften und beim Abziehen der Nasenstrips aus der Haut gezogen werden. Das Ziel ist es, reine und optisch verkleinerte Poren zu erhalten.

## Kritik
Nasenstrips stehen in der Kritik, da der reinigende Effekt nur von kurzer Dauer sein soll. Die Nasenstrips wirken nur oberflächlich und nicht bis in die Tiefe der Poren. Die Entstehung von Mitessern wird dadurch nicht im Ursprung unterdrückt.
Außerdem haftet der Kleber der Nasenstrips auch an der obersten Hautschicht, wodurch besonders sensible und trockene Haut beim Entfernen des Klebestreifens gereizt werden kann. Dadurch kommt es zu einer erhöhten Talgproduktion und vergrößerte Poren, was das Gegenteil des gewünschten Effekts ist.